# Opegaster cameroni
Opegaster cameroni är en plattmaskart. Opegaster cameroni ingår i släktet Opegaster och familjen Opecoelidae. Inga underarter finns listade i Catalogue of Life.